# Espiunca
Espiunca est une ancienne paroisse civile portugaise (en portugais : freguesia) de la municipalité d'Arouca dans le district d'Aveiro. Son nom provient du latin spelunca qui signifie « antre » ou « caverne ».
La paroisse est traversée par la rivière Paiva (en), qui sépare Espiunca du village de Vila Viçosa, au nord.
La loi no 11-A/2013 du 28 janvier 2013, portant réorganisation administrative du territoire des freguesias, fusionne Espiunca avec la paroisse voisine de Canelas pour former l’União das freguesias de Canelas e Espiunca (dont le siège est à Canelas).